# Franz Conrad von Hötzendorf
Franz Xaver Josef Conrad von Hötzendorf, od 1910 baron, od 1918 hrabia, (ur. 11 listopada 1852 w Penzing, zm. 25 sierpnia 1925 w Bad Mergentheim) – marszałek polny cesarskiej i królewskiej Armii, szef Sztabu Generalnego (1906–1917).

## Pochodzenie i młodość
Conrad von Hötzendorf urodził się w Penzing (wtedy przedmieście Wiednia). Był późnym dzieckiem emerytowanego pułkownika huzarów, Franza Xavera Conrada (1793–1878), który w 1813 wziął udział w Bitwie Narodów pod Lipskiem, a w 1848 w tłumieniu rewolucji marcowej w Wiedniu w okresie Wiosny Ludów. Wtedy też został poważnie ranny, a swoje rozgoryczenie i niechęć do idei rewolucyjnych przekazał synowi. Przyszły marszałek odziedziczył tytuł szlachecki po pochodzącym z południowych Moraw pradziadku, który przed nobilitacją w 1816 nosił nazwisko Conrad. Dzieciństwo miał trudne; ojciec zmarł, a matka, córka praskiego artysty Küblera, musiała łożyć sama na edukację syna. W 1863 został wysłany do szkoły kadetów w Hainburg an der Donau, następnie w latach 1867–1871 był słuchaczem Terezjańskiej Akademii Wojskowej w Wiener Neustadt. Na stopień podporucznika został mianowany ze starszeństwem z 1 września 1871 i został wcielony do 11. Dolnoaustriackiego Batalionu Strzelców Polnych w St. Pölten.

## Kariera wojskowa

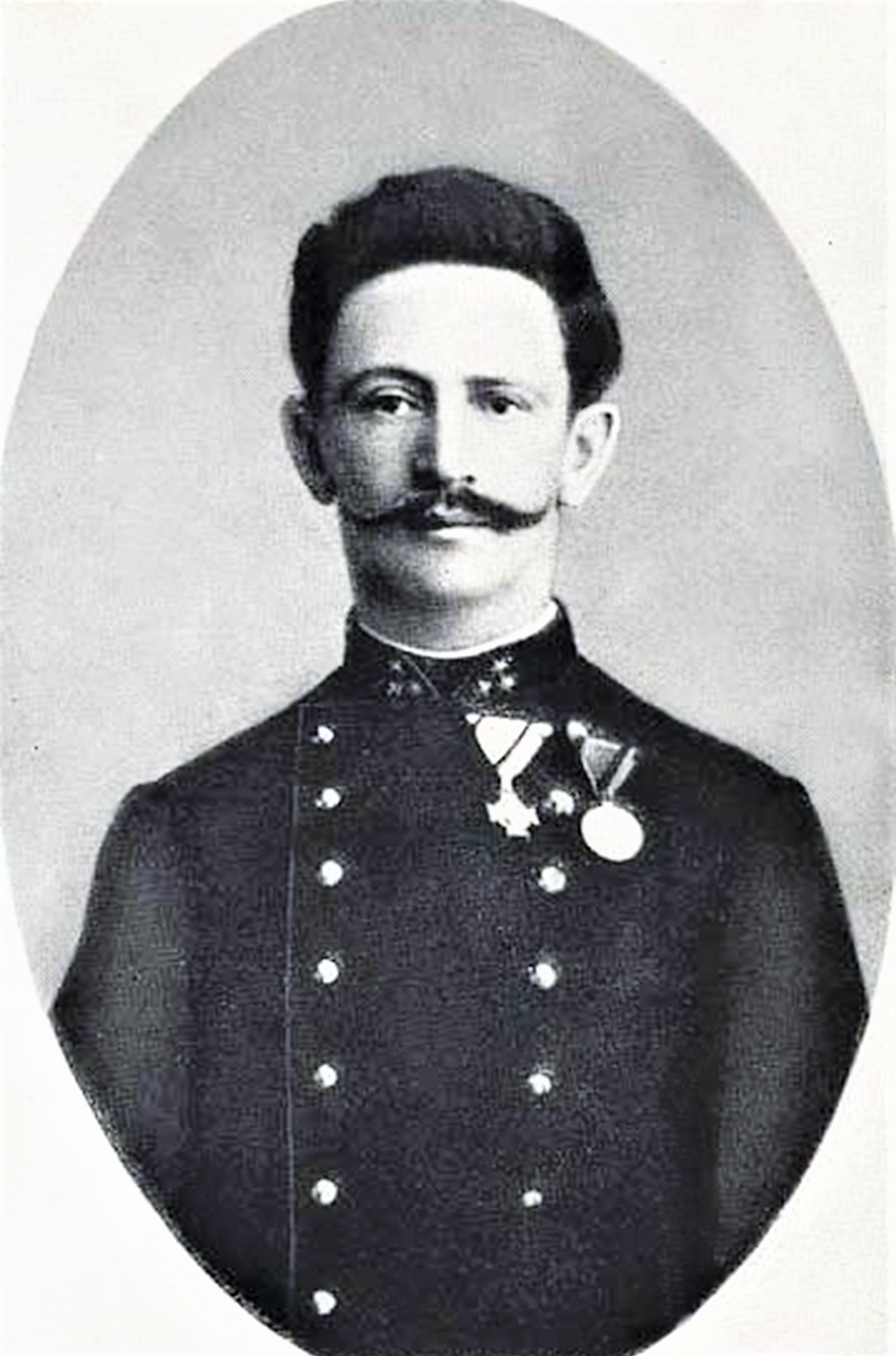
Franz Conrad von Hötzendorf w stopniu kapitana (1879 r.)

W 1877 przydzielono go sztabu generalnego. Brał udział w zajęciu Bośni w 1878 i tłumieniu buntu w południowej Dalmacji w 1882. Wykazał się wtedy jako utalentowany i wybitny sztabowiec. Będąc szefem sztabu 11. dywizji piechoty ugruntował swoją sławę innowatora, wprowadzając m.in. manewry w terenie, zamiast ćwiczeń w koszarach. W latach 1888–1892 był wykładowcą taktyki Szkoły Wojennej (k.(u.)k. Kriegsschule) w Wiedniu, gdzie był lubianym nauczycielem, kształcąc wielu oficerów, którzy 25 lat później, w czasie I wojny światowej, osiągali wysokie stanowiska. W październiku 1892 został dowódcą batalionu w 93. pułku piechoty w Ołomuńcu, potem, po awansie do stopnia pułkownika, von Hötzendorf objął funkcję dowódcy 1. pułku piechoty w Opawie. W latach 1895–1899 był komendantem pułku piechoty "Kaiser" (Schlesisches Infanterieregiment „Kaiser” Nr. 1) w Krakowie, później komendantem 55. brygady piechoty w Trieście, gdzie zdławił powstanie robotników portowych. W latach 1903–1906 był dowódcą 8. dywizji piechoty w Innsbrucku.
18 listopada 1906 na propozycję swojego przyjaciela, następcy tronu Franciszka Ferdynanda został szefem sztabu generalnego. W 1910 otrzymał tytuł barona, lecz 3 grudnia 1911 podał się do dymisji, oficjalnie w związku z różnicą zdań z ministrem spraw zagranicznych Aloisem von Aehrenthalem, jednak istotną rolę odegrał skandal związany z romansem z mężatką Giną von Reininghaus (w przyszłości jego drugą żoną). Za dymisją Conrada miała stać przyszła cesarzowa Zyta. 12 grudnia 1912 mianowano go ponownie na stanowisko szefa sztabu. W maju 1913 Conrad bezskutecznie próbował ukryć przed opinią publiczną aferę szpiegowską pułkownika Alfreda Redla. Zapobiegł temu Egon Erwin Kisch publikując już 28 maja 1913 na łamach praskiego dziennika „Bohemia” krótką notatkę o samobójstwie Redla, rzekomo dementując w niej krążące pogłoski o przyczynach śmierci pułkownika, a w rzeczywistości zwracając uwagę opinii publicznej na całą sprawę. Potem afera Redla przez długi czas nie schodziła z czołówek gazet w całej Europie.
Jako strateg Franz Conrad von Hötzendorf był zwolennikiem prowadzenia działań zaczepnych zamiast biernej obrony. Uważał, że atak, przeprowadzony przy pomocy dużych sił w najbardziej czułe miejsce nieprzyjaciela, jest najskuteczniejszą metodą osiągnięcia zwycięstwa. Opowiadał się za modernizacją armii, ścisłą współpracą z Niemcami i aneksją Serbii.

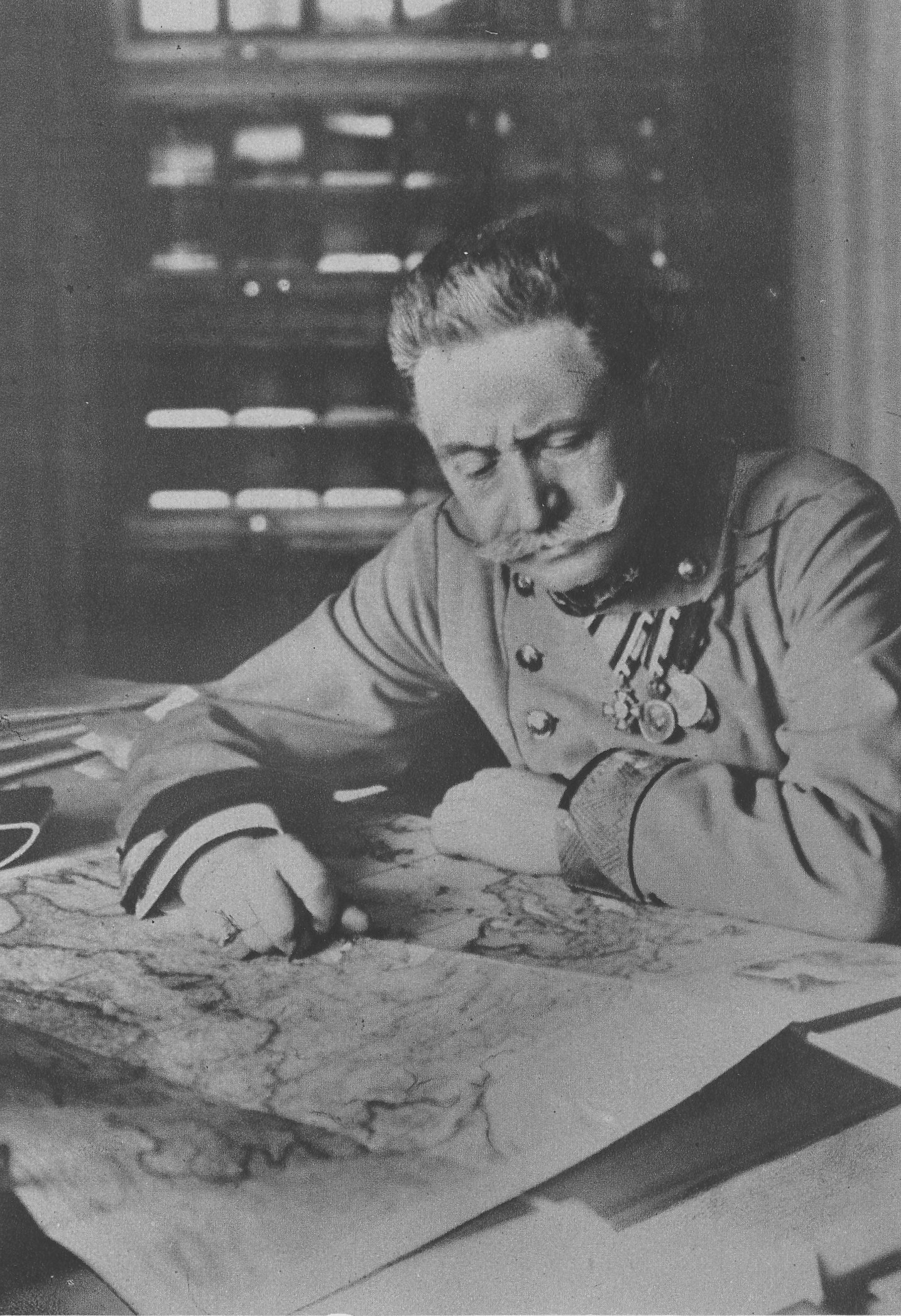
Franz Conrad von Hötzendorf nad mapą sztabową w trakcie I wojny światowej (1915 r.)

Gdy wybuchła I wojna światowa, zamierzał najpierw pokonać Serbię, a potem przerzucić wszystkie siły przeciw Rosji. Nie powiodło się to, gdyż Rosjanie zaatakowali Galicję wcześniej, niż sądził, dysponując dodatkowo dzięki zdradzie Alfreda Redla planami austriackiej obrony. W efekcie klęsk w Galicji, armia austro-węgierska została poważnie osłabiona i nie mogła samodzielnie zrealizować śmiałych koncepcji von Hötzendorfa. Próbował nakłonić do pomocy Niemców, ale ci nie byli zbyt chętni do realizacji jego zamierzeń. Jednak to on był pomysłodawcą austro-węgiersko-niemieckiej ofensywy pod Gorlicami w maju 1915, która doprowadziła do przełamania frontu rosyjskiego i zajęcia dużej części Galicji. Nie zdołał jednak przekonać Niemców do koncepcji wielkiego ataku przeciw Włochom. 6–7 stycznia został pokonany przez wojska czarnogórskie pod dowództwem Janko Vukoticia w bitwie pod Mojkovacem.
25 listopada 1916 Conrad von Hötzendorf został awansowany na marszałka polnego. Jednak po śmierci cesarza Franciszka Józefa, gdy nowym władcą został nieprzychylny mu Karol I, pozostający pod wpływem małżonki, cesarzowej Zyty. Hötzendorf został 1 marca 1917 odwołany ze stanowiska. Ostatnie miesiące wojny spędził jako dowódca w Tyrolu Południowym. W 1918 uzyskał godność hrabiego.
Po wojnie Conrad von Hötzendorf rozstał się z wojskiem, osiadł w Innsbrucku i zajął się pisarstwem, teologią i filozofią. Kilka lat później przeniósł się do Wiednia. Po przebytym zapaleniu pęcherzyka żółciowego z żółtaczką zmarł 25 sierpnia 1925 w szpitalu Bad Mergentheim w Wirtembergii, gdzie przebywał na kuracji. W uroczystym pogrzebie na cmentarzu Hietzing w Wiedniu uczestniczyło 100 000 osób.

## Ocena polityczna
Współcześnie większość historyków przypisuje mu poglądy imperialistyczne wyrosłe z darwinizmu społecznego, presję na Serbię i Włochy, odpowiedzialność za ultimatum wystosowane wobec Serbii po zamachu w Sarajewie, dążenie do wybuchu wojny latem 1914 (kryzys lipcowy), oraz za późniejszą przegraną, a także za skutek – rozpad monarchii austro-węgierskiej.
Sam Hötzendorf odrzucał później te oskarżenia, kreując się na żołnierza, nie polityka, i zbawiciela mogącego uratować imperium Habsburgów. Zdążył wydać hagiograficzne pięciotomowe dzieło Aus meiner Dienstzeit 1906-1918.

## Rodzina
W roku 1886 we Lwowie wziął ślub z Wilhelminą de la Beau (1860–1905), z którą miał czterech synów – Konrada, Erwina, Herberta i Egona.
Conrad von Hötzendorf, który w 1905 został wdowcem, w dwa lata później poznał w Trieście 28-letnią Virginię (Ginę) von Reininghaus, córkę miejscowego malarza Tito Agujari, wydaną w wieku 17 lat za przemysłowca i browarnika z Grazu, Hansa von Reininghausa. Romans z nią był skandalem w ultrakatolickiej monarchii i spowodował dymisję Hötzendorfa. Jego szczególną przeciwniczką była religijna małżonka późniejszego następcy tronu (wywierająca na niego duży wpływ), księżna Zyta Burbon-Parmeńska. Choć w rozwiązanie sprawy zaangażował się osobiście Franciszek Józef I, Hötzendorf jako ateista odrzucił możliwość przejścia jego przyjaciółki na kalwinizm, co było często praktykowane w takich sytuacjach, aby otrzymać rozwód. W końcu Virginię adoptował generał Ernst Karasz von Szigetvár (węg. Ernő Kárász), dzięki czemu stała się ona obywatelką węgierską, co umożliwiło jej rozwód. Jednak cesarzowa utrzymywała dalej, że nie zna baronowej Conrad, lecz panią von Reininghaus. Conrad sportretował byłą cesarzową w artykule Meine Stellung zur früheren Kaiserin Zita (Moje stanowisko w sprawie byłej cesarzowej Zyty). Kiedy Franz Conrad von Hötzendorf z drugą żoną zamieszkali w Cieszynie, gdzie mieścił się sztab (AOK – Armeeoberkommando), księżna Izabella, małżonka księcia cieszyńskiego Fryderyka Habsburga, nie utrzymywała z Virginią żadnych kontaktów.

## Odznaczenia
- Krzyż Wielki Orderu Marii Teresy[9]
- Krzyż Zasługi Wojskowej I kl. z dekoracją wojenną i mieczami[9]
- Krzyż Wielki Orderu Leopolda z dekoracją wojenną i mieczami[9]
- Kawaler Orderu Korony Żelaznej I kl. z dekoracją wojenną i mieczami[9]
- Gwiazda Zasługi Czerwonego Krzyża z dekoracją wojenną[9]
- Krzyż Zasługi Wojskowej III kl. z dekoracją wojenną i mieczami[9]
- Medal Zasługi Wojskowej za specjalne wyróżnienie z mieczami (dwukrotnie)[9]
- Srebrny Medal Zasługi Wojskowej na wstędze Krzyża Wojskowego z mieczami[9]
- Brązowy Medal Zasługi Wojskowej na wstędze Krzyża Wojskowego z mieczami[9]
- Medal Wojenny[9]
- Odznaka za Służbę Wojskową II kl.[9]
- Medal Jubileuszowy Pamiątkowy dla Sił Zbrojnych i Żandarmerii[9]
- Krzyż Jubileuszowy Wojskowy[9]
- Krzyż Wielki Orderu Zasługi Wojskowej (Królestwo Bawarii)[10]
- Order Maksymiliana Józefa (Królestwo Bawarii)[10]
- Pour le Mérite z liśćmi dębu (Cesarstwo Niemieckie)[11]
- Order Zasługi Korony Pruskiej (Królestwo Prus)[10]
- Krzyż Wielki Orderu Orła Czerwonego (Królestwo Prus)[10]
- Order Królewski Korony (Królestwo Prus)[10]
- Krzyż Wielki Orderu Gwiazdy Rumunii (Królestwo Rumunii)[10]
- Komandor II Klasy Orderu Wojskowego Świętego Henryka (Królestwo Saksonii)[10]

## Wybór dzieł
- Mannschafts-Menage und Offiziers-Mittagstisch, w: „Organ der militärwissenschaftlichen Vereine” nr 12, 1876
- Über militär-geographische Behelfe w: op. cit. nr 26, 1883
- Zum Studium der Taktik, tom 1. Einleitung und Infanterie, tom 2. Artillerie-Kavallerie-Vom Gefecht-Sicherungs- und Aufklärungsdienst, Wien 1891
- Infanteristische Fragen und die Erscheinungen des Boerenkrieges, Wien 1903
- Meine Rolle vor dem Kriege, w: „Danzers Armeezeitung”, 24.01.1919
- Feldherrnkust und Aufmarschtechnik Über Oberst Straubs Verdienste, w: Reichspost vom 13.07.1919
- Meine Stellung zur früheren Kaiserin Zita w: „Neue Freie Presse” vom 25.07.1919
- Aus meiner Dienstzeit 1906-1918, 5 tomów i 2 tomy załączników, Berlin 1921-1925 
  - 1. Band: 1906-1909 Die Zeit der Annexionen
  - 2. Band Die Zeit des lybischen Krieges und des Balkankrieges bis Ende 1912
  - 3. Band: 1913 und erstes Halbjahr 1914. Ausgang des Balkankrieges und die Zeit bis zum Fürstenmord in Sarajevo
  - 4. Band: 24.Juni 1914 bis 30.September 1914. Die politischen und militärischen Vorgänge vom Fürstenmord in Sarajevo bis zum Abschluß der ersten und bis zum Beginn der zweiten Offensive gegen Serbien und Rußland
  - 5. Band:Oktober-November-Dezember 1914. Die Kriegsereignisse und die politischen Vorgänge dieser Zeit
- Mein Anfang. Kriegserinnerungen aus der Jugendzeit 1878-1882, Berlin 1925